# Lista filmów na podstawie publikacji DC Comics
Poniżej znajduje się lista filmów na podstawie komiksów amerykańskiego wydawnictwa DC Comics i powiązanych z nim imprintów. Zawiera ona zarówno filmy fabularne, animowane jak i dokumentalne, poświęcone tematyce wydawnictwa.

## Filmy fabularne
| Rok  | Tytuł                                                       | Studio                                           | Uwagi |
| ---- | ----------------------------------------------------------- | ------------------------------------------------ | --- |
| 1951 | Superman i Człowiek Kret                                    | Lippert Pictures                                 | Wyświetlany w kinach pełnometrażowy pilot serialu The Adventures of Superman z lat 50. XX wieku.                                   |
| 1954 | Stamp Day for Superman                                      | Departament Skarbu Stanów Zjednoczonych          | Wyprodukowany na zlecenie władz film krótkometrażowy. Jest udostępniony w domenie publicznej.                                      |
| 1966 | Batman zbawia świat                                         | 20th Century Fox                                 | Pełnometrażowy film powiązany z serialem Batman z lat 60. XX wieku.                                                                |
| 1978 | Superman                                                    | Warner Bros.                                     | Film zdobył specjalnego Oscara, był jeszcze nominowany w trzech kategoriach.                                                       |
| 1980 | Superman II                                                 | Warner Bros.                                     | |
| 1982 | Potwór z bagien                                             | Embassy Pictures                                 | |
| 1983 | Superman III                                                | Warner Bros.                                     | |
| 1984 | Supergirl                                                   | Warner Bros.                                     | |
| 1987 | Superman IV                                                 | Golan-Globus/Cannon Films/Warner Bros.           | |
| 1989 | Powrót potwora z bagien                                     | Millimiter Films                                 | |
| 1989 | Batman                                                      | Warner Bros.                                     | Film zdobył jednego Oscara. |
| 1992 | Powrót Batmana                                              | Warner Bros.                                     | Film był nominowany do Oscara w dwóch kategoriach.                                                                                 |
| 1995 | Batman Forever                                              | Warner Bros.                                     | Film był nominowany do Oscara w trzech kategoriach.                                                                                |
| 1997 | Batman i Robin                                              | Warner Bros.                                     | |
| 1997 | Stalowy rycerz                                              | Warner Bros.                                     | |
| 2004 | Kobieta-Kot                                                 | Warner Bros.                                     | Luźno wzorowany na postaci Catwoman.                                                                                               |
| 2005 | Batman: Początek                                            | Warner Bros./Legendary Pictures/Syncopy Inc.     | Reboot serii; był nominowany do Oscara.                                                                                            |
| 2006 | Superman: Powrót                                            | Warner Bros./Legendary Pictures                  | Powiązany z filmami Superman i Superman II (ignoruje wydarzenia z Superman III i Superman IV); nominowany do Oscara.               |
| 2006 | Superman II: The Richard Donner Cut                         | Warner Bros.                                     | Reedycja filmu Superman II; wydany bezpośrednio na DVD.                                                                            |
| 2008 | Mroczny Rycerz                                              | Warner Bros./Legendary Pictures/Syncopy Inc.     | Film zdobył Oscara w dwóch kategoriach, był jeszcze nominowany w sześciu kategoriach.                                              |
| 2009 | Watchmen: Strażnicy                                         | Warner Bros./Legendary Pictures                  | Na podstawie komiksów pod tym samym tytułem autorstwa Alana Moore’a, jednak jego nazwisko nie pojawia się na liście twórców filmu. |
| 2010 | Jonah Hex                                                   | Warner Bros./Legendary Pictures                  | |
| 2011 | Green Lantern                                               | Warner Bros.                                     | |
| 2012 | Mroczny Rycerz powstaje                                     | Warner Bros./Legendary Pictures/Syncopy Inc.     | |
| 2013 | Człowiek ze stali                                           | Warner Bros./Legendary Pictures/Syncopy Inc.     | Reboot serii i początek franczyzy, której akcja rozgrywa się we wspólnym filmowym uniwersum - DC Extended Universe.                |
| 2016 | Batman v Superman: Świt sprawiedliwości                     | Warner Bros.                                     | Część DC Extended Universe |
| 2016 | Legion samobójców                                           | Warner Bros.                                     | Część DC Extended Universe |
| 2017 | Wonder Woman                                                | Warner Bros.                                     | Część DC Extended Universe |
| 2017 | Liga Sprawiedliwości                                        | Warner Bros.                                     | Część DC Extended Universe |
| 2018 | Aquaman                                                     | Warner Bros.                                     | Część DC Extended Universe |
| 2019 | Shazam!                                                     | Warner Bros.                                     | Część DC Extended Universe |
| 2019 | Joker                                                       | Warner Bros.                                     | Niezwiązany z DCEU |
| 2020 | Ptaki Nocy (i fantastyczna emancypacja pewnej Harley Quinn) | Warner Bros.                                     | Część DC Extended Universe |
| 2020 | Wonder Woman 1984                                           | Warner Bros.                                     | Część DC Extended Universe |
| 2021 | Liga Sprawiedliwości Zacka Snydera                          | Warner Bros.                                     | Niezwiązany z DCEU |
| 2021 | Legion samobójców: The Suicide Squad                        | Warner Bros.                                     | Część DC Extended Universe |
| 2022 | Batman                                                      | Warner Bros./6th & Idaho/Dylan Clark Productions | Niezwiązany z DCEU. Początek odrębnego uniwersum.                                                                                  |
| 2022 | Black Adam                                                  | Warner Bros.                                     | część DC Extended Universe |
| 2023 | Shazam! Gniew bogów                                         | Warner Bros.                                     | część DC Extended Universe |
| 2023 | Flash                                                       | Warner Bros.                                     | część DC Extended Universe |
| 2023 | Blue Beetle                                                 | Warner Bros.                                     | część DC Extended Universe |
| 2023 | Aquaman i Zaginione Królestwo                               | Warner Bros.                                     | część DC Extended Universe |
| 2024 | Joker: Folie à deux                                         | Warner Bros.                                     | Niezwiązany z DCEU |

### Filmy na podstawie komiksów z imprintów DC Comics
| Rok           | Tytuł                           | Studio               | Uwaga |               |               |               |               |
| Paradox Press | Paradox Press                   | Paradox Press        | Paradox Press | Paradox Press | Paradox Press | Paradox Press | Paradox Press |
| ------------- | ------------------------------- | -------------------- | --- | ------------- | ------------- | ------------- | ------------- |
| 2002          | Droga do zatracenia             | DreamWorks           | Na podstawie powieści graficznej autorstwa Maxa Allena Collinsa i Richarda Piersa Raynera pod tym samym tytułem. Film zdobył Oscara, był jeszcze nominowany w pięciu kategoriach. |               |               |               |               |
| 2005          | Historia przemocy               | New Line Cinema      | Na podstawie powieści graficznej autorstwa John Wagnera i Vince’a Locke’a; film był nominowany Oscara w dwóch kategoriach.                                                        |               |               |               |               |
| Vertigo       |                                 |                      | |               |               |               |               |
| 2005          | Constantine                     | Warner Bros.         | Na podstawie serii komiksów Hellblazer |               |               |               |               |
| 2006          | V jak vendetta                  | Warner Bros.         | Na podstawie serii komiksów pod tym samym tytułem autorstwa Alana Moore’a, jednak jego nazwisko nie pojawia się na liście twórców filmu.                                          |               |               |               |               |
| 2010          | The Losers: Drużyna potępionych | Warner Bros.         | Na podstawie komiksu autorstwa Andy’ego Diggle’a i Jocka |               |               |               |               |
| WildStorm     |                                 |                      | |               |               |               |               |
| 2003          | Liga niezwykłych dżentelmenów   | 20th Century Fox     | Na podstawie komiksu pod tym samym tytułem autorstwa Alana Moore’a. |               |               |               |               |
| 2010          | RED                             | Summit Entertainment | Na podstawie trzyczęściowego komiksu pod tym samym tytułem autorstwa Warrena Ellisa i Cully’ego Hamnera.                                                                          |               |               |               |               |
| 2013          | RED 2                           | Summit Entertainment | Na podstawie trzyczęściowego komiksu pod tym samym tytułem autorstwa Warrena Ellisa i Cully’ego Hamnera.                                                                          |               |               |               |               |

### Filmy telewizyjne
| Rok  | Tytuł                          | Uwagi                                                              |
| ---- | ------------------------------ | ------------------------------------------------------------------ |
| 1974 | Wonder Woman                   | Pełnometrażowy pilot serialu, który nie doszedł do skutku.         |
| 1975 | The New, Original Wonder Woman | Pełnometrażowy pilot serialu telewizyjnego Wonder Woman z lat 70.. |
| 1997 | Justice League of America      | Pełnometrażowy pilot serialu, który nie doszedł do skutku.         |

### Seriale filmowe (1941–1952)
| Rok  | Tytuł                        | Studio            | Uwagi                                                          |
| ---- | ---------------------------- | ----------------- | -------------------------------------------------------------- |
| 1941 | Adventures of Captain Marvel | Republic Pictures | Na podstawie komiksów wydawanych wówczas przez Fawcett Comics. |
| 1942 | Spy Smasher                  | Republic Pictures | Na podstawie komiksów wydawanych wówczas przez Fawcett Comics. |
| 1943 | Batman                       | Columbia Pictures |                                                                |
| 1946 | Hop Harrigan                 | Columbia Pictures |                                                                |
| 1947 | The Vigilante                | Columbia Pictures |                                                                |
| 1948 | Superman                     | Columbia Pictures |                                                                |
| 1948 | Congo Bill                   | Columbia Pictures |                                                                |
| 1949 | Batman and Robin             | Columbia Pictures |                                                                |
| 1950 | Atom Man vs. Superman        | Columbia Pictures |                                                                |
| 1952 | Blackhawk                    | Columbia Pictures | Na podstawie komiksów wydawanych wówczas przez Quality Comics  |

## Filmy animowane
| Rok  | Tytuł                                         | Uwagi |
| ---- | --------------------------------------------- | --- |
| 1993 | Batman: Maska Batmana                         | Powiązany z serialem Batman (1992). Jako jedyny film animowany miał premierę kinową. |
| 1998 | Batman i Mr. Freeze: Subzero                  | Powiązany z serialem Batman (1992). |
| 2000 | Batman: Powrót Jokera                         | Powiązany z serialem Batman przyszłości. |
| 2003 | Batman: Tajemnica Batwoman                    | Powiązany z serialem Batman (1992). |
| 2005 | Batman kontra Drakula                         | Powiązany z serialem Batman (2004). |
| 2006 | Superman: Brainiac Attacks                    | Powiązany z serialem Superman (1996) |
| 2007 | Młodzi Tytani: Problem w Tokio                | Powiązany z serialem Młodzi Tytani. |
| 2007 | Superman: Doomsday                            | Oparty na serii komiksów z cyklu The Death of Superman. |
| 2008 | Liga Sprawiedliwych: Nowa granica             | Adaptacja komiksu DC: The New Frontier Darwyna Cooke’a. |
| 2008 | Batman: Rycerz Gotham                         | Sześcioodcinkowa animowana antologia, której akcja rozgrywa się pomiędzy wydarzeniami znanymi z filmów Batman: Początek i Mroczny Rycerz.                                                              |
| 2009 | Wonder Woman                                  | Oparty na serii komiksów z cyklu Gods and Mortals George’a Péreza. |
| 2009 | Tales of the Black Freighter                  | Powiązany z filmem Watchmen: Strażnicy: adaptacja komiksu Opowieść o Czarnym Frachtowcu, czytanego przez jednego z bohaterów.                                                                          |
| 2009 | Zielona Latarnia: Pierwszy lot                | |
| 2009 | Superman/Batman: Wrogowie publiczni           | Oparty na serii komiksów Superman/Batman: Public Enemies autorstwa Jeph Loeba. |
| 2010 | Liga Sprawiedliwych: Kryzys na dwóch Ziemiach | Planowany łącznik między serialami Liga Sprawiedliwych i Liga Sprawiedliwych bez granic. Oparty luźno na komiksie JLA: Earth 2 Granta Morrisona.                                                       |
| 2010 | Batman w cieniu Czerwonego Kaptura            | Luźna adaptacja serii komiksów Batman: Under the Hood autorstwa Judd Winick. |
| 2010 | Superman/Batman: Apokalipsa                   | Sequel Superman/Batman: Wrogowie publiczni. Oparty na serii komiksów Superman/Batman: The Supergirl from Krypton autorstwa Jepha Loeba.                                                                |
| 2010 | DC Showcase Original Shorts Collection        | Seria krótkich filmów z kolekcji DC Showcase. |
| 2011 | Niezwyciężony Superman                        | Adaptacja komiksu All-Star Superman Granta Morrisona. |
| 2011 | Zielona Latarnia: Szmaragdowi wojownicy       | Film składający się z sześciu opowieści dotyczących rozmaitych Zielonych Latarni. |
| 2011 | Batman: Rok pierwszy                          | Adaptacja komiksu Batman: Rok pierwszy Franka Millera. |
| 2012 | Liga Sprawiedliwych: Zagłada                  | Luźna adaptacja komiksowego cyklu JLA: Tower of Babel autorstwa Marka Waida. |
| 2012 | Superman kontra Elita                         | Adaptacja komiksu What's So Funny About Truth, Justice & the American Way? Joe Kelly’ego. |
| 2012 | Batman DCU: Mroczny Rycerz – Powrót, część I  | Część pierwsza adaptacji komiksu Batman: Powrót Mrocznego Rycerza autorstwa Franka Millera. |
| 2013 | Batman DCU: Mroczny Rycerz – Powrót, część II | Część druga adaptacji Batman: Powrót Mrocznego Rycerza autorstwa Franka Millera. |
| 2013 | Superman DCU: Wyzwolenie                      | Luźna adaptacja historii komiksowej Superman: Brainiac autorstwa Geoffa Johnsa i Gary’ego Franka. |
| 2013 | Liga Sprawiedliwych: Zaburzone kontinuum      | Luźna adaptacja historii komiksowej Flashpoint autorstwa Geoffa Johnsa i Andy’ego Kuberta. |
| 2014 | JLA Adventures: Trapped in Time               | |
| 2014 | Justice League: War                           | Na podstawie Liga Sprawiedliwości: Początek autorstwa Geoffa Johnsa i Jima Lee; zapoczątkował serie filmów animowanych, których akcja rozgrywa się w tym samym uniwersum i które są ze sobą powiązane. |
| 2014 | Batman DCU: Syn Batmana                       | Inspirowany historią Batman i syn autorstwa Granta Morrisona i Andy’ego Kuberta. |
| 2014 | Batman: Atak na Arkham                        | Powiązany z serią gier z serii Batman: Arkham (m.in. Batman: Arkham Asylum i Batman: Arkham City). |
| 2015 | Liga Sprawiedliwości: Tron Atlantydy          | Na podstawie Liga Sprawiedliwości: Tron Atlantydy autorstwa Geoffa Johnsa. |
| 2015 | Batman kontra Robin                           | Sequel Batman DCU: Syn Batmana. Na podstawie Batman: Trybunał sów autorstwa Scotta Snydera |
| 2015 | Justice League: Gods and Monsters             | Na podstawie oryginalnego scenariusza autorstwa Bruce’a Timma. |
| 2015 | Batman Unlimited: Monster Mayhem              | Sequel Batman Unlimited: Zwierzęcy instynkt; na podstawie serii zabawek z serii Batman Unlimited firmy Mattel.                                                                                         |
| 2016 | Batman Mroczne Czasy                          | Kontynuacja Filmu „Batman kontra Robin”. Film inspirowany historią komiksu: „Batman:Battle for the Cowl” autorstwa Tony’ego Daniela.                                                                   |
| 2016 | Liga Sprawiedliwości kontra Młodzi Tytani     | |
| 2016 | Batman: Zabójczy Żart                         | Adaptacja komiksu: „Batman: Zabójczy Żart” stworzonego przez Alana Moore’a (scenariusz) i Briana Bollanda (rysunki). Film uzupełniono o piętnastominutowy prolog skupiający się na Batgirl.            |
| 2016 | Hero of the Year                              | |
| 2017 | Justice League Dark                           | Na podstawie pierwszych zeszytów serii Justice League Dark tworzonej w 2011–2015. |
| 2017 | Młodzi Tytani: Zdradziecki Pakt               | Luźna Adaptacja komiksu Teen Titans: Judas Contract |
| 2017 | Batman i Harley Quinn                         | Kontynuacja serialu animowanego „Batman (serial animowany 1992)” |

### Krótkometrażowe filmy animowane
| Rok  | Tytuł                                                   | Studio                 | Kolekcja                             | Uwagi |
| ---- | ------------------------------------------------------- | ---------------------- | ------------------------------------ | --- |
| 1941 | Superman                                                | Fleischer Studios      | Superman                             | Pierwotnie był wyświetlany w kinie. Obecnie jest udostępniony w domenie publicznej                                                                                              |
| 1941 | The Mechanical Monster                                  | Fleischer Studios      | Superman                             | Pierwotnie był wyświetlany w kinie. Obecnie jest udostępniony w domenie publicznej                                                                                              |
| 1942 | Billion Dollar Limited                                  | Fleischer Studios      | Superman                             | Pierwotnie był wyświetlany w kinie. Obecnie jest udostępniony w domenie publicznej                                                                                              |
| 1942 | The Arctic Giant                                        | Fleischer Studios      | Superman                             | Pierwotnie był wyświetlany w kinie. Obecnie jest udostępniony w domenie publicznej                                                                                              |
| 1942 | The Bulleteers                                          | Fleischer Studios      | Superman                             | Pierwotnie był wyświetlany w kinie. Obecnie jest udostępniony w domenie publicznej                                                                                              |
| 1942 | The Magnetic Telescope                                  | Fleischer Studios      | Superman                             | Pierwotnie był wyświetlany w kinie. Obecnie jest udostępniony w domenie publicznej                                                                                              |
| 1942 | Electric Earthquake                                     | Fleischer Studios      | Superman                             | Pierwotnie był wyświetlany w kinie. Obecnie jest udostępniony w domenie publicznej                                                                                              |
| 1942 | Volcano                                                 | Fleischer Studios      | Superman                             | Pierwotnie był wyświetlany w kinie. Obecnie jest udostępniony w domenie publicznej                                                                                              |
| 1942 | Terror on the Midway                                    | Fleischer Studios      | Superman                             | Pierwotnie był wyświetlany w kinie. Obecnie jest udostępniony w domenie publicznej                                                                                              |
| 1942 | Japoteurs                                               | Famous Studios         | Superman                             | Pierwotnie był wyświetlany w kinie. Obecnie jest udostępniony w domenie publicznej                                                                                              |
| 1942 | Showdown                                                | Famous Studios         | Superman                             | Pierwotnie był wyświetlany w kinie. Obecnie jest udostępniony w domenie publicznej                                                                                              |
| 1942 | Eleventh Hour                                           | Famous Studios         | Superman                             | Pierwotnie był wyświetlany w kinie. Obecnie jest udostępniony w domenie publicznej                                                                                              |
| 1942 | Destruction, Inc.                                       | Famous Studios         | Superman                             | Pierwotnie był wyświetlany w kinie. Obecnie jest udostępniony w domenie publicznej                                                                                              |
| 1943 | The Mummy Strikes                                       | Famous Studios         | Superman                             | Pierwotnie był wyświetlany w kinie. Obecnie jest udostępniony w domenie publicznej                                                                                              |
| 1943 | Jungle Drums                                            | Famous Studios         | Superman                             | Pierwotnie był wyświetlany w kinie. Obecnie jest udostępniony w domenie publicznej                                                                                              |
| 1943 | The Underground World                                   | Famous Studios         | Superman                             | Pierwotnie był wyświetlany w kinie. Obecnie jest udostępniony w domenie publicznej                                                                                              |
| 1943 | Secret Agent                                            | Famous Studios         | Superman                             | Pierwotnie był wyświetlany w kinie. Obecnie jest udostępniony w domenie publicznej                                                                                              |
| 2003 | Chase Me                                                | Warner Bros. Animation |                                      | Krótkometrażowy film niemy, będący dodatkiem do wydania DVD filmu Batman: Tajemnica Batwoman.                                                                                   |
| 2008 | Teraz ja wam coś opowiem                                | Studio 4°C             | Batman: Rycerz Gotham                | Akcja każdego z filmów krótkometrażowych rozgrywa się pomiędzy wydarzeniami znanymi z filmów Batman: Początek i Mroczny Rycerz.                                                 |
| 2008 | Strzelanina                                             | Production I.G         | Batman: Rycerz Gotham                | Akcja każdego z filmów krótkometrażowych rozgrywa się pomiędzy wydarzeniami znanymi z filmów Batman: Początek i Mroczny Rycerz.                                                 |
| 2008 | Test sprzętu                                            | Bee Train              | Batman: Rycerz Gotham                | Akcja każdego z filmów krótkometrażowych rozgrywa się pomiędzy wydarzeniami znanymi z filmów Batman: Początek i Mroczny Rycerz.                                                 |
| 2008 | W ciemnościach                                          | Madhouse               | Batman: Rycerz Gotham                | Akcja każdego z filmów krótkometrażowych rozgrywa się pomiędzy wydarzeniami znanymi z filmów Batman: Początek i Mroczny Rycerz.                                                 |
| 2008 | Zwalczyć ból                                            | Studio 4°C             | Batman: Rycerz Gotham                | Akcja każdego z filmów krótkometrażowych rozgrywa się pomiędzy wydarzeniami znanymi z filmów Batman: Początek i Mroczny Rycerz.                                                 |
| 2008 | Deadshot                                                | Madhouse               | Batman: Rycerz Gotham                | Akcja każdego z filmów krótkometrażowych rozgrywa się pomiędzy wydarzeniami znanymi z filmów Batman: Początek i Mroczny Rycerz.                                                 |
| 2010 | DC Showcase: The Spectre                                | Warner Bros. Animation | DC Showcase Animated Original Shorts | Seria krótkometrażowych filmów animowanych z lat 2010–2011, które były dodatkami do wydań DVD pełnometrażowych filmów animowanych z serii DC Universe Animated Original Movies. |
| 2010 | DC Showcase: Jonah Hex                                  | Warner Bros. Animation | DC Showcase Animated Original Shorts | Seria krótkometrażowych filmów animowanych z lat 2010–2011, które były dodatkami do wydań DVD pełnometrażowych filmów animowanych z serii DC Universe Animated Original Movies. |
| 2010 | DC Showcase: Green Arrow                                | Warner Bros. Animation | DC Showcase Animated Original Shorts | Seria krótkometrażowych filmów animowanych z lat 2010–2011, które były dodatkami do wydań DVD pełnometrażowych filmów animowanych z serii DC Universe Animated Original Movies. |
| 2010 | DC Showcase: Superman/Shazam!: The Return of Black Adam | Warner Bros. Animation | DC Showcase Animated Original Shorts | Seria krótkometrażowych filmów animowanych z lat 2010–2011, które były dodatkami do wydań DVD pełnometrażowych filmów animowanych z serii DC Universe Animated Original Movies. |
| 2011 | DC Showcase: Catwoman                                   | Warner Bros. Animation | DC Showcase Animated Original Shorts | Seria krótkometrażowych filmów animowanych z lat 2010–2011, które były dodatkami do wydań DVD pełnometrażowych filmów animowanych z serii DC Universe Animated Original Movies. |

### Filmy animowane na podstawie zabawek Lego
| Rok  | Tytuł                                          | Studio                 | Uwagi |
| ---- | ---------------------------------------------- | ---------------------- | --- |
| 2013 | Lego Batman. Moc superbohaterów D.C.           | TT Animation           | Na podstawie gry komputerowej Lego Batman 2: DC Super Heroes.                                               |
| 2014 | Lego: Przygoda                                 | Animal Logic           | Film trafił do kin; wystąpiły w nim wersje Lego kilku postaci z komiksów DC Comics m.in. Batman i Superman. |
| 2014 | Batman i Liga Sprawiedliwości                  | Warner Bros. Animation | Film telewizyjny. Na podstawie wersji postaci DC Comics sprzed New 52                                       |
| 2015 | Lego: Liga Sprawiedliwości kontra Liga Bizarro | Warner Bros. Animation | Wydany bezpośrednio na DVD i Blu-ray                                                                        |
| 2017 | Lego Batman: Film                              | Animal Logic           | Spin-off Lego: Przygoda.                                                                                    |
| 2019 | Lego: Przygoda 2                               | Animal Logic           | Sequel Lego: Przygoda                                                                                       |

## Filmy dokumentalne
| Rok  | Tytuł                                              | Studio            | Uwagi |
| ---- | -------------------------------------------------- | ----------------- | --- |
| 2006 | Look, Up in the Sky: The Amazing Story of Superman | Warner Home Video | Pełnometrażowy film dokumentalny, zawierający wywiady z twórcami filmowej franczyzy Supermana; narratorem jest Kevin Spacey. |
| 2009 | Under the Hood                                     | Warner Home Video | Ekranizacja występującej w powieści graficznej fikcyjnej książki napisanej przez pierwszego Nocnego Nuchacza - Holisa Masona; film ma formę dokumentu, którego akcja dzieje się w fikcyjnym uniwersum powiązanym z filmem Watchmen: Strażnicy. |
| 2010 | Historia wydawnictwa DC Comics                     | Warner Home Video | Pełnometrażowy film dokumentalny, poświęcony historii wydawnictwa DC Comics; film zawiera wywiady z twórcami związanymi z wydawnictwem. Narratorem jest Ryan Reynolds.                                                                         |
| 2013 | Necessary Evil: Super-Villains of DC Comics        | Warner Home Video | Pełnometrażowy film dokumentalny, poświęcony tematyce superzłoczyńców z wydawnictwa DC Comics; narratorem jest Christopher Lee. |